# Осиола (Висконсин)
Осиола (енгл. Osceola) град је у америчкој савезној држави Висконсин.

## Демографија
По попису из 2010. године број становника је 2.568, што је 147 (6,1%) становника више него 2000. године.
| Група             | 2000.         | 2010.         |
| Белци             | 2.346 (96,9%) | 2.440 (95,0%) |
| Афроамериканци    | 9 (0,4%)      | 7 (0,3%)      |
| Азијати           | 5 (0,2%)      | 26 (1,0%)     |
| Хиспаноамериканци | 22 (0,9%)     | 53 (2,1%)     |
| Укупно            | 2.421         | 2.568         |